# دونک مول
دونک مول (به لاتین: Donk) یک منطقهٔ مسکونی در بلژیک است که در استان آنتورپ واقع شده‌است. دونک مول ۶٫۶۱۲ کیلومتر مربع مساحت و ۱٬۴۶۵ نفر جمعیت دارد.